# Onze-Lieve-Vrouw-Tenhemelopnemingskerk (Grubbenvorst)
De O.L. Vrouw Tenhemelopnemingskerk is de enige kerk in Grubbenvorst in de gemeente Horst aan de Maas (Nederlandse provincie Limburg). De kerk staat aan de Dorpstraat. De huidige kerk werd ontworpen door architect Alphons Boosten.

## Vooroorlogse kerk

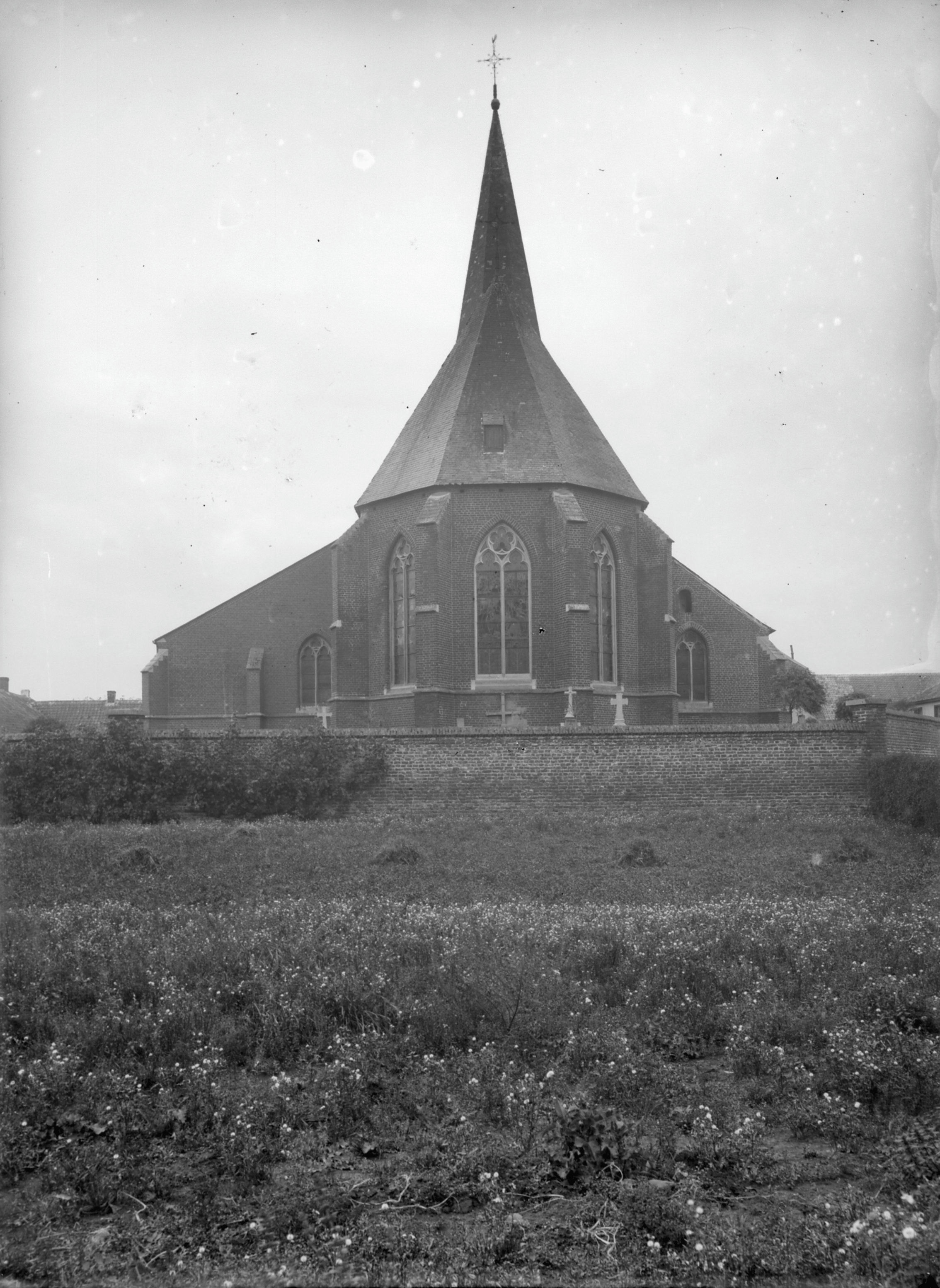
De vooroorlogse kerk gezien vanuit de Maaszijde (foto 1924)

De oorspronkelijke kerk stamde voor het grootse deel uit de 15e en 16e eeuw. De toren dateerde van omstreeks 1415. In 1634 brandde de kruiskerk uit. In 1638 werd de kerk hersteld. Van die gelegenheid werd gebruikgemaakt om de muren van het schip te verhogen, en nieuwe gewelven te slaan. In 1885 werd de kerk gerestaureerd. Hierbij werd mogelijk de zuidelijke transeptarm gebouwd. In 1939 werden er door architect Kropholler plannen gemaakt voor uitbreiding van de kerk, maar de oorlog verhinderde de realisatie van de plannen. Tijdens de Tweede Wereldoorlog raakte de kerk zwaar beschadigd.

## Herstel van de kerk
In november 1944 raakte de kerk zwaar beschadigd. In de kapel van het Ursulinenklooster de Bisweide werd de noodkerk ingericht. Deze kapel was een stuk kleiner dan de oude kerk. Daarom lieten de inwoners van het gehucht Heierhoeve door architect Keyzers uit Horst een eigen noodkerkje ontwerpen.
De Maastrichtse architect Alphons Boosten werd aangetrokken voor het ontwerpen van de nieuwe kerk. Eind 1948 kwam hij met het eerste ontwerp. Dit ontwerp is later met lichte wijzigingen doorgevoerd. Hij heeft zich bij de toren waarschijnlijk laten inspireren door het westwerk van de O.L. Vrouwekerk in Maastricht.
Nog voor de bouw, (in 1951) overleed Boosten. Zijn werk werd voortgezet door ir. J. Witteveen.
De eerste steen werd gelegd op 27 april 1952 en op 21 december 1952 werd de kerk in gebruik genomen. De toren was toen nog niet gebouwd. Uit piëteit voor Boosten besloot men de toren te laten bouwen volgens zijn ontwerp, hoewel Witteveen een ander ontwerp had voorgesteld. De toren werd in 1955-1956 gerealiseerd.
Sint-Jozefkerk (America) ·
Sint-Nicolaaskerk (Broekhuizen) ·
Onze-Lieve-Vrouw-Onbevlekt-Ontvangenkerk (Evertsoord) ·
Sint-Barbarakerk (Griendtsveen) ·
Onze-Lieve-Vrouw-Tenhemelopnemingskerk (Grubbenvorst) ·
Sint-Hubertuskerk (Hegelsom) ·
Sint-Lambertuskerk (Horst) ·
Theresia-van-het-kind-Jezuskerk (Kronenberg) ·
Sint-Gertrudiskerk (Lottum) · 
Johannes de Doperkerk (Meerlo) ·
Sint-Odakerk (Melderslo) ·
Sint Johannes Evangelistkerk (Meterik) ·
Sint-Fabianus en Sebastianuskerk (Sevenum) ·
Sint-Lambertuskerk (Swolgen) ·
Onze-Lieve-Vrouw-Troosteres-der-Bedruktenkerk (Tienray)
Voormalige kerken:
Sint-Norbertuskerk (Horst)